# ۹۳۵ (خورشیدی)
۹۳۵ نهصد و سی و پنجمین سال هجری خورشیدی است.